# Svarttjärnen (Färila socken, Hälsingland, 686766-148438)
Svarttjärnen är en sjö i Ljusdals kommun i Hälsingland och ingår i Ljusnans huvudavrinningsområde.